# Női diszkoszvetés az 1932. évi nyári olimpiai játékokon
Az 1932. évi nyári olimpiai játékokon az atlétika női diszkoszvetés versenyszámát augusztus 2-án rendezték a Memorial Coliseumban.

## Rekordok
A versenyt megelőzően a következő rekordok voltak érvényben női diszkoszvetésben:
| Világrekord     | Jadwiga Wajs (POL)     | 42,43 m | Łódź, Lengyelország   | 1932. június 19. |
| Olimpiai rekord | Halina Konopacka (POL) | 39,62 m | Amszterdam, Hollandia | 1928. Július 31. |

A versenyen új olimpiai rekord született:
| Ruth Osborn (USA)     | 40,12 m | Los Angeles, USA | 1932. augusztus 2. |
| Lilian Copeland (USA) | 40,58 m | Los Angeles, USA | 1932. augusztus 2. |

## Eredmények
Az eredmények méterben értendők. A rövidítések jelentése a következő:
- OR: olimpiai rekord

 megjegyzés: Az eredeti dokumentumokban csak a legjobb dobásokat dokumentálták, ezen az olimpián selejtezőt nem rendeztek.

### Döntő
A döntőt augusztus 2-án rendezték.
| H     | Név                    | Nemzet                 | L     | Mj |
| ----- | ---------------------- | ---------------------- | ----- | -- |
| Arany | Lilian Copeland        | Egyesült Államok (USA) | 40,58 | OR |
| Ezüst | Ruth Osborn            | Egyesült Államok (USA) | 40,12 | OR |
| Bronz | Jadwiga Wajs           | Lengyelország (POL)    | 38,74 |    |
| 4.    | Tilly Fleischer        | Németország (GER)      | 36,12 |    |
| 5.    | Grete Heublein         | Németország (GER)      | 34,66 |    |
| 6.    | Stanisława Walasiewicz | Lengyelország (POL)    | 33,60 |    |
| 7.    | Mitsue Ishizu          | Japán (JPN)            | 33,52 |    |
| 8.    | Ellen Braumüller       | Németország (GER)      | 33,15 |    |
| 9.    | Margaret Jenkins       | Egyesült Államok (USA) | 30,22 |    |